# Caloundra Airport
Caloundra Airport är en flygplats i Australien. Den ligger i kommunen Sunshine Coast och delstaten Queensland, omkring 75 kilometer norr om delstatshuvudstaden Brisbane.
Närmaste större samhälle är Caloundra, nära Caloundra Airport. Genomsnittlig årsnederbörd är 1 778 millimeter. Den regnigaste månaden är januari, med i genomsnitt 345 mm nederbörd, och den torraste är september, med 40 mm nederbörd.